# 拉伊夫·迪兹达雷维奇
拉伊夫·迪兹达雷维奇（塞爾維亞-克羅埃西亞語西里爾字母：，塞爾維亞-克羅埃西亞語拉丁字母：；1926年12月9日—），穆斯林，是南斯拉夫的党和国家领导人，南斯拉夫共产主义者联盟中央委员，南斯拉夫社会主义联邦共和国联邦议会主席、联邦主席团主席。

## 生平
1926年，出生于波斯尼亚和黑塞哥维那中部的福伊尼察。
1945年，入党，任职国家安全局。
1951年，任职南斯拉夫驻保加利亚人民共和国大使馆。
1956年，任职南斯拉夫驻苏联大使馆。
1963年，任职南斯拉夫驻捷克斯洛伐克大使馆。
1972年，任南斯拉夫联邦外交部长助理。
1974年，任波黑工会联合会理事会主席和南斯拉夫工会联合会中央理事会主席团成员、波黑共盟中央委员、波黑共盟中央主席团委员。
1978年，任波黑主席团主席。
1984年，为南共中央委员。
1982年，任南斯拉夫联邦议会主席。
1983年，率南斯拉夫联邦议会代表团访问中国。
1984年，任南斯拉夫外交部长。
1987年，为南斯拉夫联邦主席团副主席兼南斯拉夫联邦维护宪法委员会主席。
1988年，任南斯拉夫联邦主席团主席兼国防委员会主席。
1989年，辞职。

## 著作
- 《从铁托的死亡到南斯拉夫的死亡》